# Herbert Spruth
Herbert Botho Ortwin Spruth (* 5. September 1900 in Berlin; † 3. Juli 1972 ebenda) war ein deutscher Jurist, Genealoge und Pommernforscher.

## Leben

### Kindheit und Ausbildung
Herbert Spruth entstammte einer Familie von Handwerksmeistern, Bernsteinhändlern bzw. -Künstlern und Kaufleuten aus dem Stolper Raum und wurde als Sohn des aus Anklam stammenden Berliner Gymnasialprofessors und Studienrats Otto Spruth (1861–1933) und dessen zweiter Ehefrau Olga Brottka (* 1879) in Berlin-Charlottenburg in der elterlichen Wohnung in der Schloßstraße Nr. 38 geboren. Er besuchte das Realgymnasium Lichterfelde und legte 1918 seine Reifeprüfung ab. Im selben Jahr trat er als Fahnenjunker in das Pommersche Train-Bataillon Nr. 2 ein, diente dann noch bis 1920 als Zeitfreiwilliger in verschiedenen Korps. Sein Philologie- und Jurastudium absolvierte er in Berlin und Tübingen, wobei er in Berlin 1919 bis 1921 beim Corps Baltia Berlin organisierter Corpsstudent war. 1921 wurde er zum Doktor der Staatswissenschaften promoviert – seine Dissertation trug den Titel: Wege zum ökonomischen und sozialen Aufstieg des Landarbeiters.

### Beruflicher Werdegang
Seinen beruflichen Einstieg fand Spruth 1922 als Archivar bei der Direktion der Dresdner Bank in Berlin. Ab 1924 führten ihn verschiedene Stationen schließlich in den juristischen Vorbereitungsdienst, mit anschließender Anstellung als Gerichtsassessor in Berlin 1933. Gleich im Anschluss war er Prozessrichter am Amtsgericht Lichterfelde und noch von Sommer 1933 in der Heeresverwaltung tätig, wo er bis 1945 blieb. Zu Beginn des Jahres 1934 wurde Spruth Regierungsassessor beim Reichswehrministerium und ein Vierteljahr später Intendanturrat und Verwaltungsreferent der 1. Kavallerie-Division Potsdam. 1936 wechselte er in die Wehrkreisverwaltung Berlin, avancierte 1938 zum Oberintendanturrat und 1941 zum Oberstintendant. Während seiner Dienstzeit wurde Spruth mit dem Eisernen Kreuz II. Klasse und Kriegsverdienstkreuz I. Klasse ausgezeichnet.
Nachdem er 1943 in Berlin ausgebombt war, hatte er in Fischerkathen im Kreis Greifenberg ein Haus errichtet und bis zum Eintreffen der Roten Armee bewohnt, das er Nordland nannte.
In den Jahren 1945 und 1946 war Spruth Abteilungsleiter der Kontrollabteilung der Deutschen Verwaltung für Handel und Versorgung in Berlin. Ab 1951 fand er Anstellung als Wirtschafts-Steuerjurist bei der I.G. Farbenindustrie AG. Von 1953 bis 1956 war Spruth Verwaltungsrichter am Verwaltungsgericht Berlin.

### Forschungsleistung
Herbert Spruth soll sich bereits als Gymnasiast mit der Familienforschung befasst haben. 1924 begann er zu publizieren und konnte bereits bis 1955 ca. 300 thematisch einschlägige Beiträge beisteuern. Bis 1972, als ein Herzanfall, der auf eine Beinamputation folgte, seinem Leben ein jähes Ende setzte, veröffentlichte Spruth über 600 Fachartikel. Sein herausragendes Werk bildet dabei die Pommern-Bibliographie, das nach wie vor bedeutendste Werk für die orts- und familiengeschichtliche Arbeit in Pommern.
Während seines Forschungslebens übernahm Spruth zahlreiche einschlägige Funktionen:
- 1954–1958 Vorsitzender des Herold, später Ehrenmitglied
- 1955 Gründer und Leiter der Zentralstelle für internationale Hausmarkenforschung
- Schriftleiter der Familiengeschichtlichen Blätter, der Familiengeschichtlichen Mitteilungen (Sedina-Archiv)
- 1957 Vorsitzender des Verwaltungsrates der Stiftung Zentralstelle für Deutsche Personen- und Familiengeschichte (Institut für Genealogie) und des Vereins zur Förderung der Zentralstelle für Deutsche für Deutsche Personen- und Familiengeschichte e. V. in Berlin
- 1960 Vorsitzender der Pommerschen Vereinigung für Stamm- und Wappenkunde
- 1963 Kurator für Genealogie in der Gesellschaft für Pommersche Geschichte, Altertumskunde und Kunst e. V.
- 1963–1972 Leiter der Forschungsstelle Pommern in der Arbeitsgemeinschaft ostdeutscher Familienforscher[6]

### Familie
Spruth heiratete 1933 in Berlin-Lichterfelde die Norwegerin Anna Björgan (* 1908). Aus der Ehe sind die drei Töchter Heide (* 1935), Edda (* 1937), Borghild (* 1938) und der Sohn Harald (* 1941) hervorgegangen.